# Scottish Division One 1972-1973
La Scottish Division One 1972-1973  è stata la 76ª edizione della massima serie del campionato scozzese di calcio, disputato tra il 2 settembre 1972 e il 28 aprile 1973 e concluso con la vittoria del Celtic, al suo ventottesimo titolo, l'ottavo consecutivo.
Capocannoniere del torneo è stato Alan Gordon (Hibernian) con 27 reti.

## Stagione

### Novità
La UEFA concesse uno slot in più alla Federazione scozzese per l'ammissione in Coppa UEFA 1973-1974.

## Classifica finale
Fonte:
|       | Pos. | Squadra         | Pt | G  | V  | N  | P  | GF | GS | DR  |
| ----- | ---- | --------------- | -- | -- | -- | -- | -- | -- | -- | --- |
|       | 1.   | Celtic          | 57 | 34 | 26 | 5  | 3  | 93 | 28 | +65 |
| [ 3 ] | 2.   | Rangers         | 56 | 34 | 26 | 4  | 4  | 74 | 30 | +44 |
| [ 4 ] | 3.   | Hibernian       | 45 | 34 | 19 | 7  | 8  | 74 | 33 | +41 |
|       | 4.   | Aberdeen        | 43 | 34 | 16 | 11 | 7  | 61 | 34 | +27 |
|       | 5.   | Dundee          | 43 | 34 | 17 | 9  | 8  | 68 | 43 | +25 |
|       | 6.   | Ayr Utd         | 40 | 34 | 16 | 8  | 10 | 50 | 51 | -1  |
|       | 7.   | Dundee Utd      | 39 | 34 | 17 | 5  | 12 | 56 | 51 | +5  |
|       | 8.   | Motherwell      | 31 | 34 | 11 | 9  | 14 | 38 | 48 | -10 |
|       | 9.   | East Fife       | 30 | 34 | 11 | 8  | 15 | 46 | 54 | -8  |
|       | 10.  | Hearts          | 30 | 34 | 12 | 6  | 16 | 39 | 50 | -11 |
|       | 11.  | St. Johnstone   | 29 | 34 | 10 | 9  | 15 | 52 | 67 | -15 |
|       | 12.  | Morton          | 28 | 34 | 10 | 8  | 16 | 47 | 53 | -6  |
|       | 13.  | Partick Thistle | 28 | 34 | 10 | 8  | 16 | 40 | 53 | -13 |
|       | 14.  | Falkirk         | 26 | 34 | 7  | 12 | 15 | 38 | 56 | -18 |
|       | 15.  | Arbroath        | 26 | 34 | 9  | 8  | 17 | 39 | 63 | -24 |
|       | 16.  | Dumbarton       | 23 | 34 | 6  | 11 | 17 | 43 | 72 | -29 |
|       | 17.  | Kilmarnock      | 22 | 34 | 7  | 8  | 19 | 40 | 71 | -31 |
|       | 18.  | Airdrieonians   | 16 | 34 | 4  | 8  | 22 | 34 | 75 | -41 |

Legenda:
      Campione di Scozia e qualificata in Coppa dei Campioni 1973-1974.
      Qualificata alla Coppa delle Coppe 1973-1974.
      Qualificata alla Coppa UEFA 1973-1974.
      Retrocesso in Scottish Division Two 1973-1974.
Regolamento:
Due punti a vittoria, uno a pareggio, zero a sconfitta.
A parità di punti, le posizioni in classifica venivano determinate sulla base della differenza reti.